# Gawin Caskey
Gawin Caskey (กวิน แคสกี้; nascido em 8 de agosto de 1997), profissionalmente conhecido como Fluke Gawin (ฟลุ๊ค กวิน) ou Fluke (ฟลุ๊ค), é um ator e cantor tailandês. Ele é conhecido por seus papéis em Dark Blue Kiss, Not Me e Be My Favorite.

## Início da vida e educação
Gawin "Fluke" Caskey nasceu em Banguecoque, Tailândia em 8 de agosto de 1997. Ele é descendente de tailandeses-americanos e é fluente em tailandês e inglês. Ele completou sua educação secundária na McDowell High School, Estados Unidos. Em janeiro de 2023, ele completou seu Programa de Gestão de Negócios Internacionais e se formou na Faculdade de Administração de Empresas e Economia pela Universidade Assumption (ABAC), Banguecoque.

## Carreira e avanço
Em 2018, Fluke entrou na indústria do entretenimento quando estreou como "Mork" na série Kiss Me Again, sob produção da GMMTV. Seu papel foi reprisado na sequência Dark Blue Kiss em 2019, que o catapultou para o estrelato.
A partir de 2018, Fluke apareceu em alguns papéis coadjuvantes na indústria, que incluem o papel de "Mile" em Girl Next Room: Motorbike Baby, "Saifah" em Enchanté, e "D-day" em Oops! Mr. Superstar Hit on Me. Seu papel como "Dan" na série de sucesso Not Me o trouxe à proeminência internacional.
Em 2023, Fluke conseguiu seu primeiro papel principal como "Pisaeng" ao lado de Krist Perawat na série Be My Favorite, que é a adaptação do romance de Jittirain You Are My Favorite (บทกวีของปีแสง).

## Carreira musical
Em 2019, Fluke teve a oportunidade de cantar a trilha sonora de Dark Blue Kiss, uma sequência de sua série de estreia que recebeu uma recepção calorosa. Desde então, ele cantou muitas trilhas sonoras da indústria e ganhou o título de "A Voz da GMMTV".
Em 2021, ele cantou "Dust" da trilha sonora de Nabi, My Stepdarling, e "Just Understood" de Oh My Boss. Em 2022, ele cantou várias trilhas sonoras, como "You Mean The World" da popular série F4 Thailand, "Je T'aime À La Folie" de Enchanté, e "Counting Stars" de Astrophyle, para citar alguns.
Fluke fez covers de algumas músicas em inglês no projeto de artistas da GMMTV com outros artistas, que receberam críticas positivas. Sua música cover "Yellow" junto com Bright Vachirawit é bastante popular entre os ouvintes. Suas outras músicas cover notáveis são "Memories", "Best Part", "This Town", "Before You Go" e "Flightless Bird, American Mouth".

## Filmografia

### Televisão
| Ano  | Título                         | Personagem                    | Notas            | Canal  |
| ---- | ------------------------------ | ----------------------------- | ---------------- | ------ |
| 2018 | Kiss Me Again                  | Mork                          | Papel recorrente | GMM 25 |
| 2019 | Dark Blue Kiss                 |                               | Papel recorrente | GMM 25 |
| 2020 | Girl Next Room: Motorbike Baby | Mile                          | Papel recorrente | GMM 25 |
| 2021 | Not Me                         | Danai Ratchapakdee "Dan"/UNAR | Papel recorrente | GMM 25 |
| 2022 | Enchanté                       | Saifa                         | Papel recorrente | GMM 25 |
| 2022 | Oops! Mr. Superstar Hit on Me  | D-Day                         | Papel recorrente | GMM 25 |
| 2023 | Be My Favorite                 | Pisaeng                       | Papel principal  | GMM 25 |
| 2024 | Perfect 10 Liners              | Warm                          | Papel recorrente | GMM 25 |
| 2025 | My Golden Blood                | Tong                          | Papel principal  | GMM 25 |
| TBA  | Hide & Sis                     | Khem                          | Papel principal  | GMM 25 |
| TBA  | Only Friends: Dream On         | Tua                           | Papel principal  | GMM 25 |

### Aparições em videoclipes
| Ano  | Título                                              | Artista       | Gravadora     |
| ---- | --------------------------------------------------- | ------------- | ------------- |
| 2020 | "Better Man" (แค่อีกครั้ง)                              | Fiat Pattadon | GMMTV Records |
| 2023 | "REDO" (ย้อนเวลา) OST de Be My Favorite              | Krist Perawat | GMMTV Records |
| 2023 | "Thankful" (ขอบคุณเท่าไหร่ก็ไม่พอ) OST de Be My Favorite | Krist Perawat | GMMTV         |

## Discografia

### Trilhas sonoras
| Ano  | Título                                           | Série                          | Gravadora     |
| ---- | ------------------------------------------------ | ------------------------------ | ------------- |
| 2019 | ต่อให้เป็นจูบสุดท้าย (Dtor Hai Bpen Joop Soot Tai)     | Dark Blue Kiss                 | GMMTV Records |
| 2021 | Dust (เศษ)                                       | Nabi, My Stepdarling           | GMMTV Records |
| 2021 | Just Understood (เพิ่งเข้าใจ)                       | Oh My Boss                     | GMMTV Records |
| 2022 | You Mean the World (โลกของฉันคือเธอ)               | F4 Thailand: Boys Over Flowers | GMMTV Records |
| 2022 | Je T’aime À La Folie (รู้แค่ผมรักคุณก็พอ)              | Enchanté                       | GMMTV Records |
| 2022 | Counting Stars (นับดาว)                           | Astrophile                     | GMMTV Records |
| 2022 | Be Mine (แม่ไม่ชอบ แต่ฉันชอบ)                        | The Three GentleBros           | GMMTV Records |
| 2022 | Sweet but Naughty                                | The Warp Effect                | GMMTV Records |
| 2023 | สิ่งเดียวที่ไม่ยอม (Unable)                            | Be My Favorite                 | GMMTV Records |
| 2023 | It Might Be You (เธอก็พอ) com Perawat Sangpotirat | Be My Favorite                 | GMMTV Records |

### Concertos
| Ano  | Título                            | Notas                                                                                         |
| ---- | --------------------------------- | --------------------------------------------------------------------------------------------- |
| 2022 | Polca the Journey Dark Blue Kiss  | ต่อให้เป็นจูบสุดท้าย (Dtor Hai Bpen Joop Soot Tai) com Pod Suphakorn All 4 Nothing (I'm So In Love) |
| 2022 | Shooting Star Concert F4 Thailand | Dueto com Bright Vachirawit de Lost Stars                                                     |
| 2023 | GMMTV Musicon                     | Em Tóquio                                                                                     |

### Versões cover oficiais
| Ano  | Título                                 | Gravadora     |
| ---- | -------------------------------------- | ------------- |
| 2020 | เพลง ดวงใจ                             | GMMTV         |
| 2022 | All 4 Nothing (I'm So In Love)         | GMMTV Records |
| 2022 | Save Your Tears com Aye Sarunchana     | GMMTV Records |
| 2023 | REDO (ย้อนเวลา) com Perawat Sangpotirat | RISER Music   |